# Walrussen
De walrussen (Odobenidae) vormen een familie van zeeroofdieren uit de orde der roofdieren (Carnivora). Tegenwoordig is er nog één soort, de walrus (Odobenus rosmarus).
Er zijn walrusfossielen bekend uit het Mioceen. Zo'n twintig miljoen jaar geleden ontstonden de walrussen in de Noordelijke Grote Oceaan. In het Mioceen en het daarop volgende Plioceen kwamen meerdere soorten voor binnen de familie der Odobenidae. Het was toen de talrijkste zeeroofdierenfamilie in de Grote Oceaan, de enige plaats waar de familie te vinden was. Deze dieren leken qua uiterlijk waarschijnlijk veel op de hedendaagse oorrobben. Net als de hedendaagse walrus aten deze dieren ongewervelde bodemdieren als schelpdieren, maar sommige soorten waren echte viseters.
In het Laat-Mioceen, toen er een zeestraat lag op de plek waar nu Panama en Costa Rica liggen, vestigden enkele soorten zich in de Atlantische Oceaan. Deze soorten hadden allemaal slagtanden en aten bodemdieren. Hier ontstonden meerdere soorten, terwijl de meeste soorten in de Grote Oceaan uitstierven.
Vroeger werd altijd gedacht dat de hedendaagse walrus een afstammeling was van de Atlantische lijn, en de Pacifische lijn uitstierf. De vondst van een fossiele walrus van het geslacht Odobenus bij Japan duidt er echter op dat dit geslacht al in het midden van het Pleistoceen in de westelijke Grote Oceaan voorkwam, en waarschijnlijk afstamt van de Pacifische lijn.